# Borisz Alekszandrovics Vasziljev
Borisz Alekszandrovics Vasziljev (Борис Александрович Васильев; Szentpétervár, 1899. – Leningrád, 1937. november 24.) orosz sinológus.

## Élete és munkássága
Vasziljev 1921-től az Orosz Tudományos Akadémia Orientalisztikai Intézetének kutatója volt. 1924-1927 között a Szovjetunió pekingi nagykövetségén a katonai attasé titkáraként dolgozott. 1927-től 1933-ig a Leningrádi Egyetemen tanított. Kutatási szakterülete a középkori klasszikus kínai irodalom volt, doktori disszertációját a Vízparti történet című Ming-kori regény vizsgálatából írta. 1937. szeptember 6-án, a sztálini „nagy tisztogatás” idején letartóztatták, november 19-én halálra ítélték, 24-én pedig kivégezték.